# 카이 뵈킹

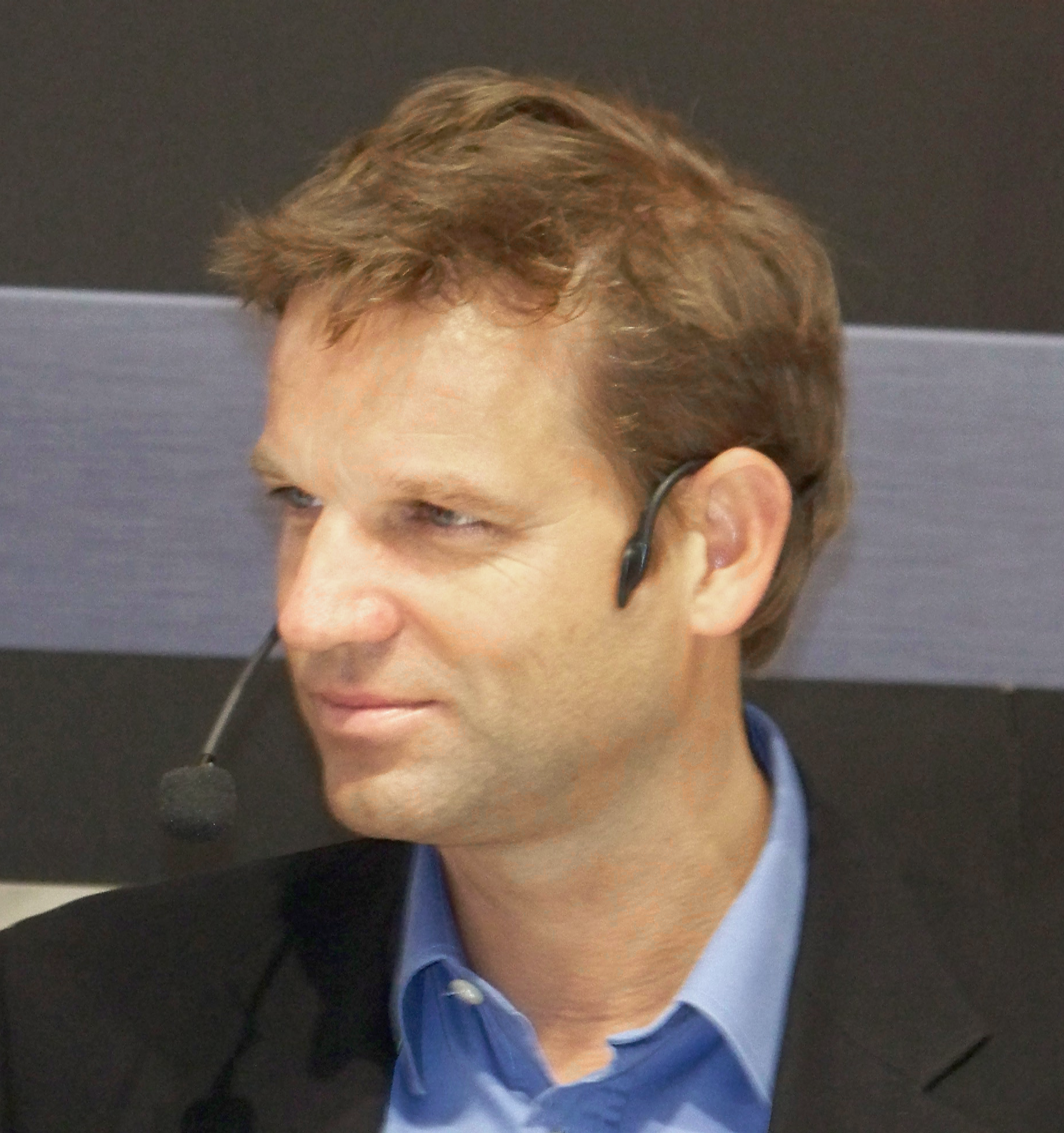
카이 뵈킹

카이 뵈킹(독일어: Kai Böcking, 1964년 8월 5일 ~ )은 독일의 텔레비전 진행자이다.